# Mansfield (Texas)
Mansfield è un centro abitato degli Stati Uniti d'America, situato nella contea di Tarrant, nella contea di Johnson e nella contea di Ellis dello Stato del Texas.
La popolazione era di 56.368 persone al censimento del 2010. Fa parte della Dallas-Fort Worth Metroplex.

## Geografia fisica
Mansfield è situata a 32°34′38″N 97°07′36″W (32.577087, −97.126699).
Secondo lo United States Census Bureau, ha un'area totale di 36,5 miglia quadrate (94.6 km²), di cui 0.04 miglia quadrate (0.1 km²) (0.11%) d'acqua.

## Società

### Evoluzione demografica
Nel 2010, Mansfield aveva una popolazione di 56,368 persone. L'età media era di 34 anni. La composizione etnica vedeva il 64,4% di bianchi non ispanici, il 14,2% di neri o afro-americani, lo 0,6% di nativi americani, l'1,5% di vietnamiti, il 2,2% di altri asiatici, lo 0,1% di isolani del Pacifico, lo 0,2% di non ispanici di altre razze, il 2,8% di due o più etnie e il 15,4% di ispanici o latinos.
Secondo il censimento del 2010, c'erano 18.305 nuclei familiari di cui il 66,5% aveva figli di età inferiore ai 18 anni, il 66,5% erano coppie sposate conviventi, l'11,4% aveva un capofamiglia femmina senza marito, e il 17,9% erano non-famiglie. Il 14,4% di tutti i nuclei familiari erano individuali e l'1,8% aveva componenti con un'età di 65 anni o più che vivevano da soli. Il numero di componenti medio di un nucleo familiare era di 3,06 e quello di una famiglia era di 3,39.[12]
La popolazione era composta dal 34,5% di persone con meno di 19 anni, il 4,9% di persone dai 20 ai 24 anni, il 34,6% di persone dai 25 ai 44 anni, il 24,1% di persone dai 45 ai 64 anni, e il 6,6% di persone di 65 anni o più. L'età media era di 34 anni. Per ogni 100 femmine c'erano 102,7 maschi. Per ogni 100 femmine dai 18 anni in giù, c'erano 101,1 maschi.
Il reddito medio familiare era di 100.762 dollari. I maschi avevano un reddito medio di 65.229 dollari contro i 48.578 dollari delle femmine. Il reddito pro capite era di 34.103 dollari. Circa il 2,7% delle famiglie e il 4,0% della popolazione erano sotto la soglia di povertà, incluso il 4,4% di persone sotto i 18 anni e il 5,4% di persone di 65 anni o più.
C'erano 19.106 unità abitative nella città con un valore medio per abitazione di 197.559 dollari e un valore medio per le nuove case di 243.000 dollari. Circa il 91% della popolazione aveva frequentato le scuole superiori e c'erano 5.524 imprese commerciali nella città.